# Pleurotopsis subgrisea
Pleurotopsis subgrisea är en svampart som först beskrevs av G. Stev., och fick sitt nu gällande namn av E. Horak 1971. Pleurotopsis subgrisea ingår i släktet Pleurotopsis och familjen Tricholomataceae.   Inga underarter finns listade i Catalogue of Life.